# Trójstyk granic Belgii, Holandii i Niemiec

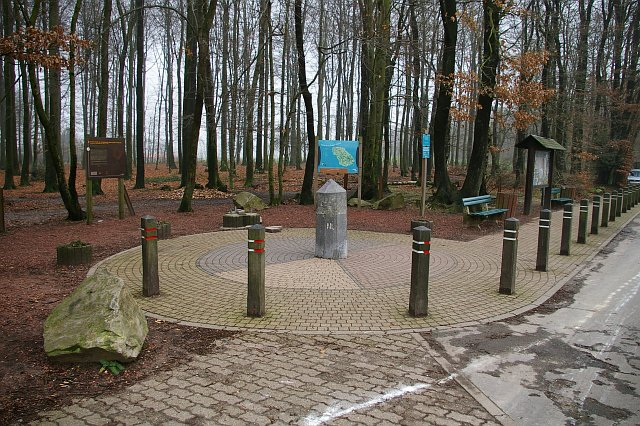
Miejsce styku trzech granic

Trójstyk granic Belgii, Holandii i Niemiec – punkt styku granic trzech państw (trójstyk): Belgii, Holandii oraz Niemiec. Znajduje się w pobliżu miasta Vaals, na zachód od Akwizgranu, tuż obok najwyższego punktu wzniesienia Vaalserberg, najwyżej położonego punktu w europejskiej części Królestwa Niderlandów. Jest to jedyny trójstyk granic Holandii, jeden z trzech trójstyków Belgii i jeden z siedmiu Niemiec.

## Historia
Teren w okolicach trójstyku już w czasach Świętego Cesarstwa Rzymskiego pełnił ważną rolę strategiczną, polityczną i ekonomiczną. Łagodny klimat i piękno przyrody przyciągały tu ludzi. W lasach można w dalszym ciągu odnaleźć historyczne słupy graniczne, z których najstarsze pochodzą z 1340 roku, z czasów Wolnego Miasta Akwizgranu, i charakteryzują się tym, że został na nich umieszczony wizerunek orła pruskiego.
W latach 1815–1919 w tym punkcie zbiegały się granice czterech terytoriów, tworząc czwórstyk, ponieważ granice Belgii, Holandii i Niemiec łączyły się tu również z granicami Neutralnego Moresnetu.
W czasie II wojny światowej granice zostały zamknięte i cały region podupadł ekonomicznie. We wrześniu 1944 roku podczas bitwy o Akwizgran została zniszczona wieża widokowa Wilhelminatoren, którą członkowie holenderskiego ruchu oporu wykorzystywali jako punkt obserwacyjny. Po zakończeniu wojny zniszczona wieża została rozebrana, lecz wkrótce wybudowano nową wieżę Wilhelminatoren.
Zaraz po wojnie ożywił się handel – Niemcy przyjeżdżali do holenderskiego miasta Vaals po zakupy (tzw. Butterfahrten). Natomiast mieszkańcy Vaals znajdowali zatrudnienie w Akwizgranie.
W XX wieku w okolicach trójstyku była prowadzona działalność przemytnicza przez małe, jak i duże, zorganizowane grupy przestępcze, ponieważ ceny niektórych artykułów (np. masła, mięsa, papierosów, kawy i alkoholu) znacznie różniły się pomiędzy sąsiadującymi państwami. Szmuglowanie było dochodowym zajęciem, szczególnie po zakończeniu II wojny światowej, więc przemytnicy starali się oszukiwać celników.

## Atrakcje turystyczne
Trójstyk jest częstym celem wizyt turystów. Na trójstyku oraz dookoła niego znajdują się łąki oraz zalesione tereny rekreacyjne, głównie szlaki do spacerowania prowadzące do Holandii, Belgii i Niemiec, z których wiele było dawniej wykorzystywanych przez przemytników. Z myślą o turystach wybudowano w pobliżu trójstyku m.in. kawiarnie, restauracje, wieżę widokową Tour Roi Baudouin i labirynt Drielandenpunt. Niecały kilometr na północ mieści się druga wieża widokowa, Wilhelminatoren.